# Mammillaria pennispinosa
Mammillaria pennispinosa är en kaktusväxtart som beskrevs av Krainz. Mammillaria pennispinosa ingår i släktet Mammillaria och familjen kaktusväxter.

## Underarter
Arten delas in i följande underarter:
- M. p. nazasensis
- M. p. pennispinosa

## Bildgalleri

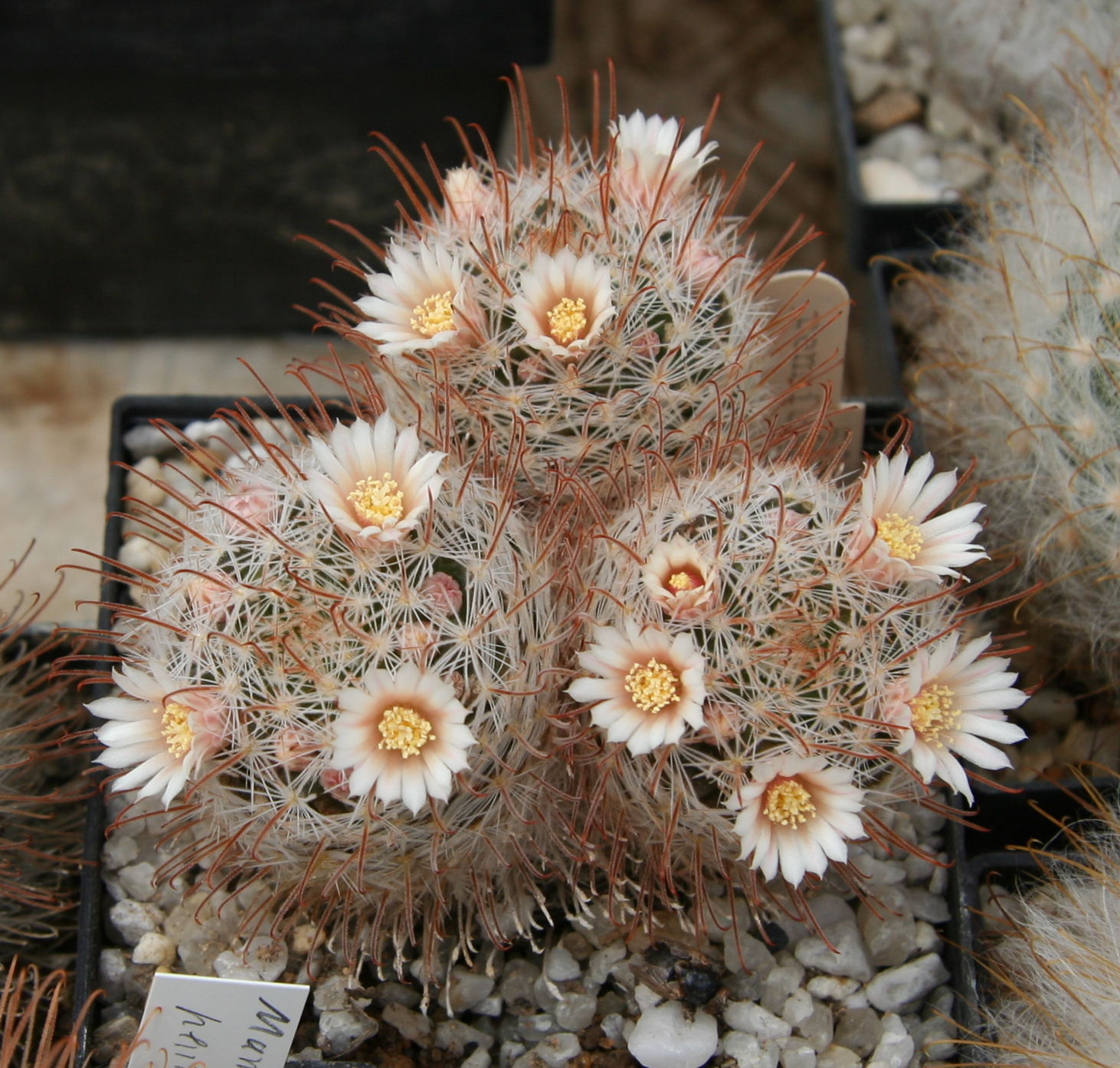
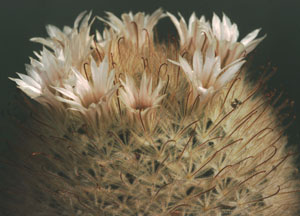
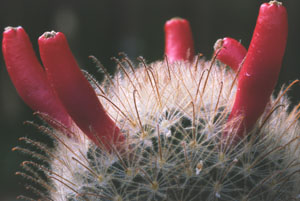
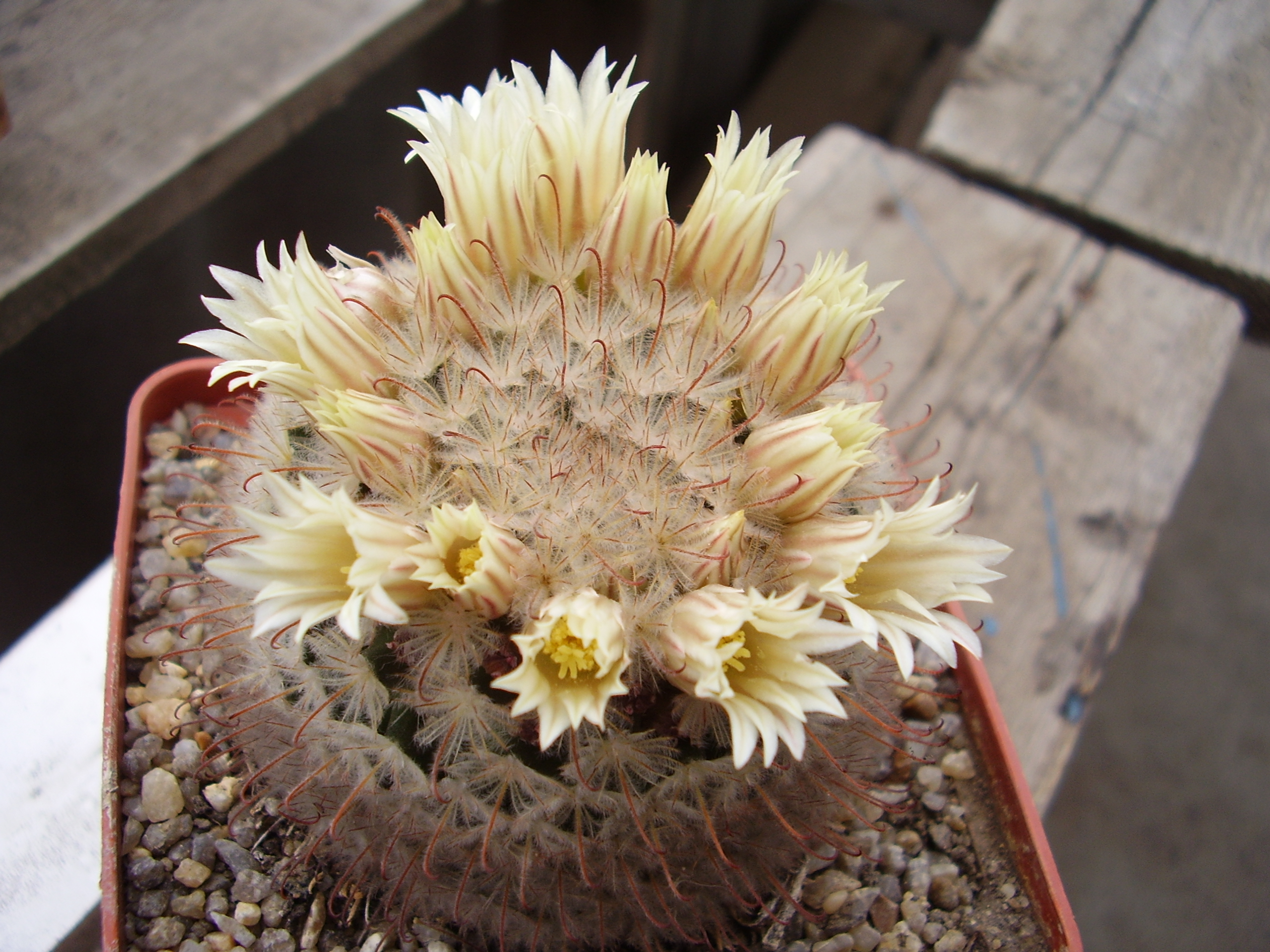
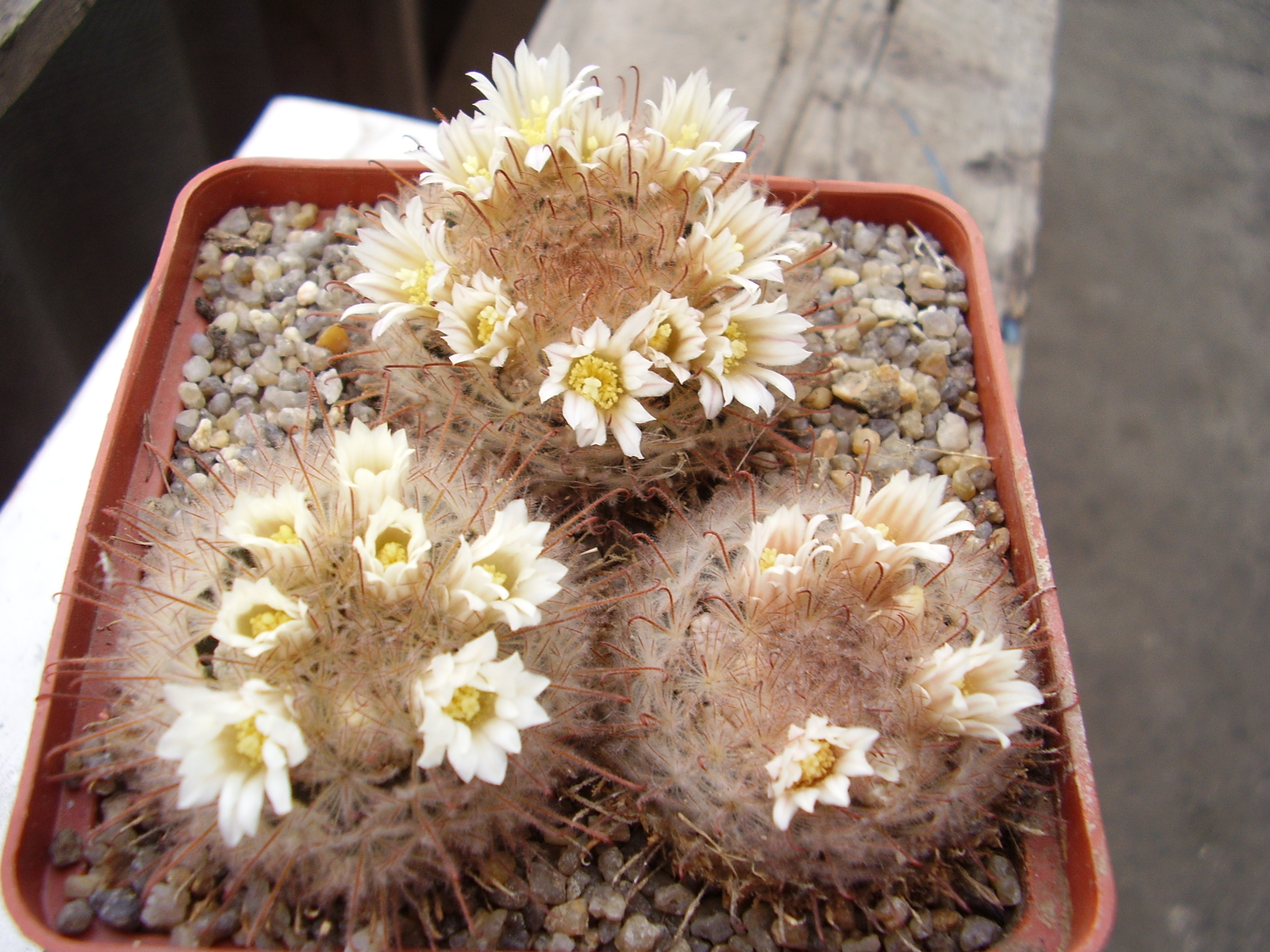
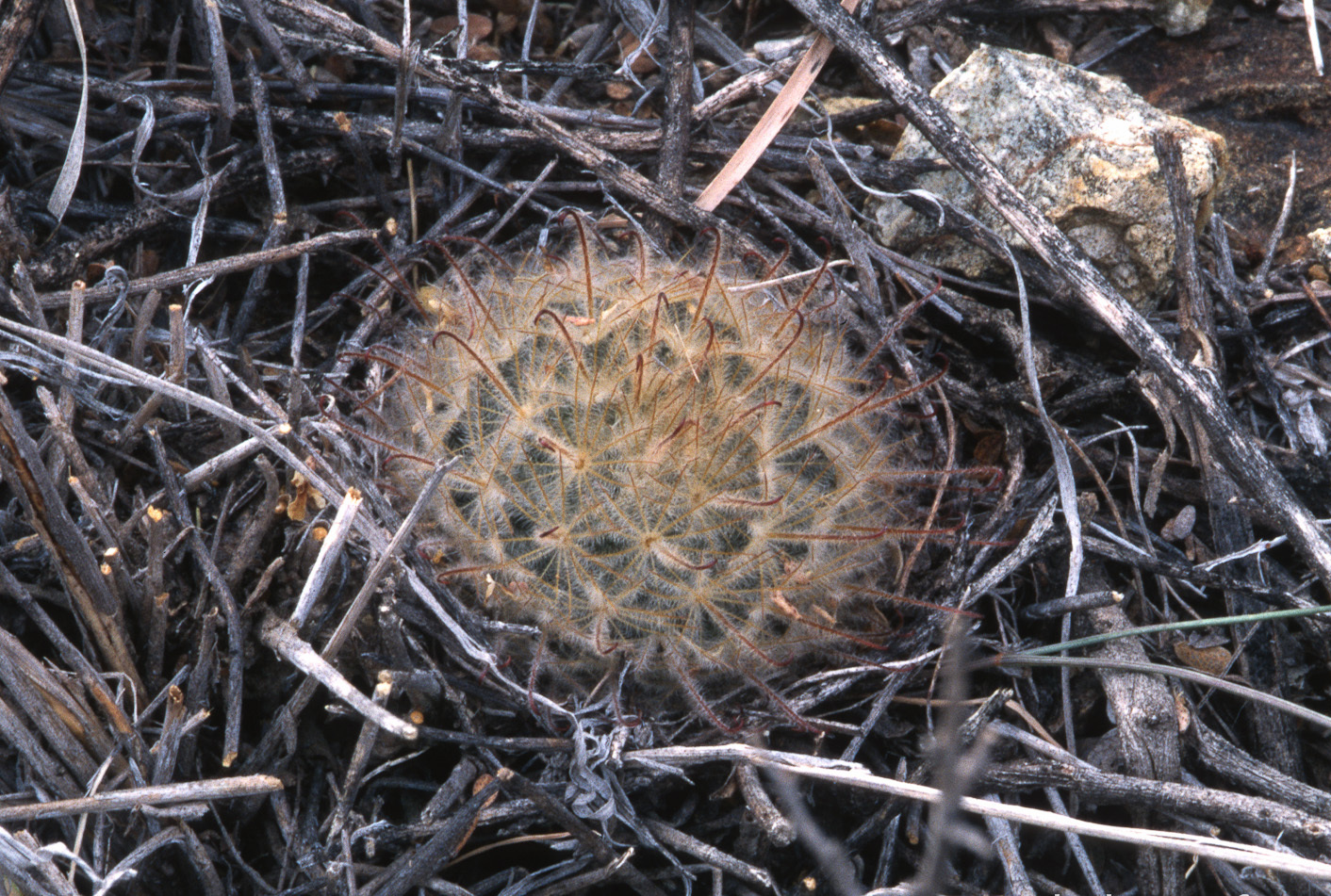